# بلدة نيلسون (ميشيغان)
نيلسون (بالإنجليزية: Nelson Township, Michigan)‏ هي بلدة تقع بولاية ميشيغان في الولايات المتحدة. تبلغ مساحتها 93.8 (كم²)، وترتفع عن سطح البحر 276 م، بلغ عدد سكانها 4192 نسمة في عام تعداد الولايات المتحدة 2000 حسب إحصاء مكتب تعداد الولايات المتحدة وتصل الكثافة السكانية فيها 44.9 نسمة/كم2.

## وصلات خارجية
- http://www.nelsontownship.org/
- The US50 - Cities and Towns in Michigan State
- Michigan Cities and Towns, Facts, Map, Flag, Colleges, Government, and More